# Reed College

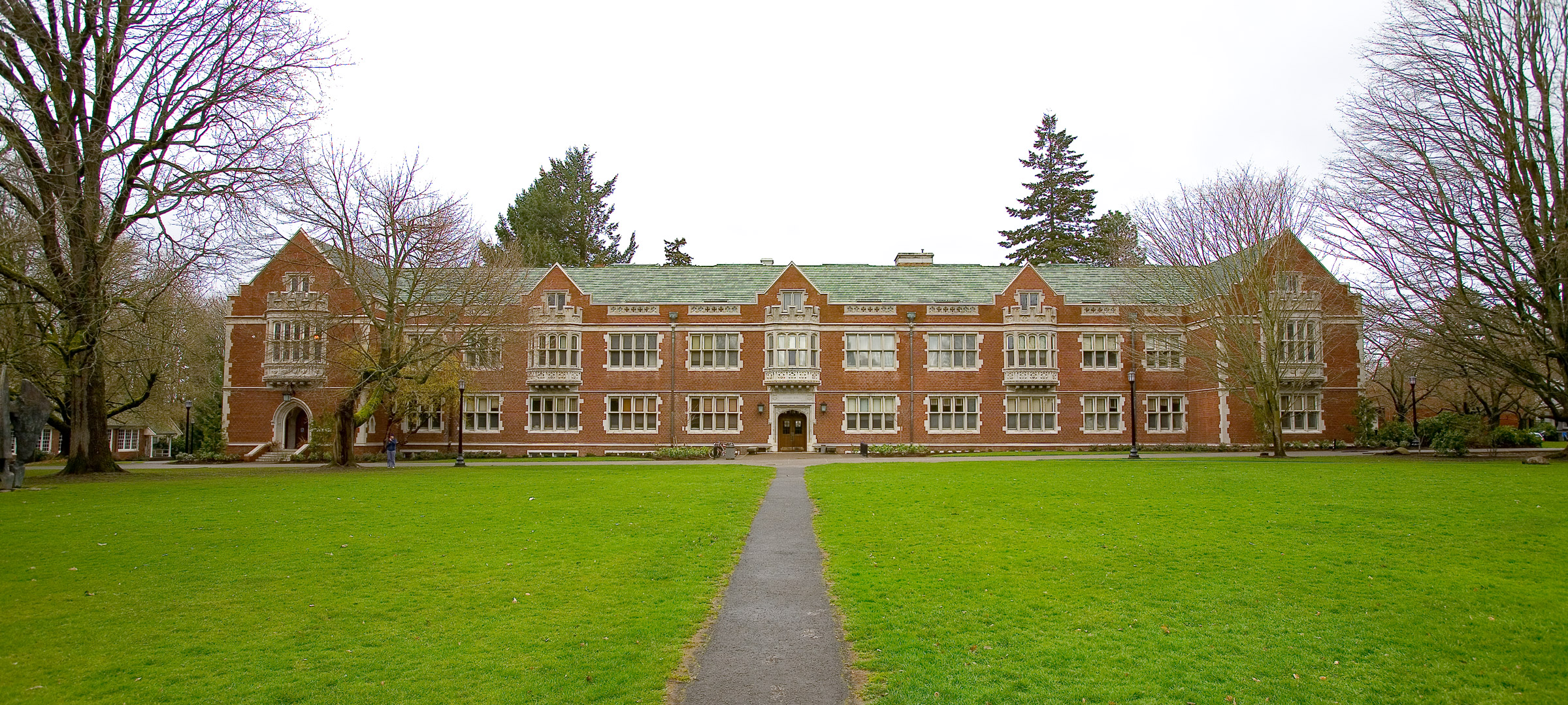
Reed College (Eliot Hall)

Das Reed College ist ein privates Liberal-Arts-College in Portland im US-Bundesstaat Oregon, das 1908 gegründet wurde. Das College ist das einzige Undergraduate-College in den USA mit einem eigenen Atomreaktor. Dieser wird von Studenten der Einrichtung betrieben.

## Geschichte

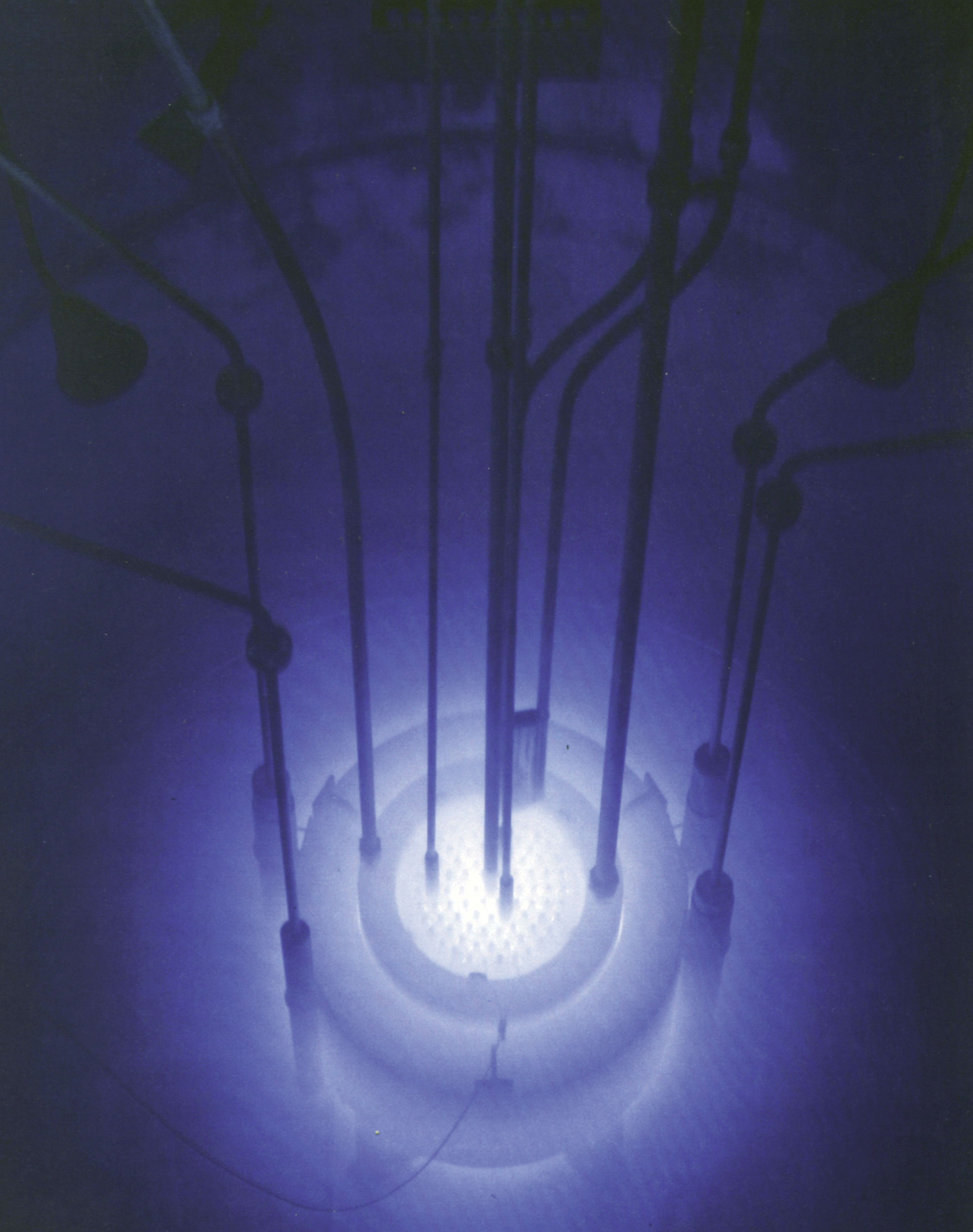
Reaktor des Reed College

Das College wurde 1908 als konfessionell unabhängige Privatuniversität unter dem Namen Reed Institute gegründet. Die Gründerin war Amanda Reed, die Witwe des Unternehmers Simon Reed aus Oregon. 1911 nahm die Hochschule den Lehrbetrieb auf.
Ein Forschungsreaktor wurde 1968 in Betrieb genommen. Der TRIGA Mark I-Reaktor wird durch eine Gruppe von Studenten betrieben, die hierfür speziell unter der Aufsicht der Nuclear Regulatory Commission fortgebildet wurden. Da das Reed College keine ingenieurswissenschaftlichen Studienfächer anbietet, rekrutiert sich die Betriebsmannschaft neben Physikstudenten zu einem großen Teil aus Studenten geisteswissenschaftlicher Fächer. Laut Angaben des Reed College arbeiten in der hiesigen Betriebsmannschaft des Reaktors mehr Frauen als in allen anderen Forschungsreaktoren weltweit zusammengenommen.
Seit 1995 weigert sich die Hochschule, Daten für das Hochschulranking der Wochenzeitschrift U.S. News & World Report zu liefern. Fehler in der Methodik des Rankings wurden als Begründung genannt. Daraufhin berichtete die Zeitschrift Rolling Stone 1997, dass das Ranking des Reed College künstlich gesenkt wurde.

## Organisation und Studium
Die Hochschule ist in fünf Divisionen gegliedert:
- Division of Arts:
- Division of History and Social Sciences
- Division of Literature and Languages
- Division of Mathematics and Natural Sciences
- Division of Philosophy, Religion, Psychology, and Linguistics

Die Studenten können in einem vierjährigen Studium einen Bachelor of Arts erwerben. Ungewöhnlich für die Vereinigten Staaten ist, dass für die meisten Bachelor-Studiengänge eine Abschlussarbeit (Thesis) verlangt wird. Mit mehreren Hochschulen wie der University of Washington, Caltech, Columbia University, Rensselaer Polytechnic Institute, Duke University und Pacific Northwest College of Art bestehen Kooperationsprogramme, so dass Studenten einen Double-Degree an zwei Hochschulen erhalten können.

## Zahlen zu den Studierenden, den Dozenten und zum Vermögen
Im Herbst 2021 waren 1.566 Studierende am Reed College eingeschrieben. Davon strebten die meisten, nämlich 1.548 (98,9 %) ihren ersten Studienabschluss an, sie waren also undergraduates. Von diesen waren 58 % weiblich und 42 % männlich; 8 % bezeichneten sich als asiatisch, 1 % als schwarz/afroamerikanisch, 11 % als Hispanic/Latino und 59 % als weiß. 18 (1,1 %) arbeiteten auf einen weiteren Abschluss hin, sie waren graduates. Es lehrten 194 Dozenten an der Universität, davon 192 in Vollzeit und 2 in Teilzeit. 2011 waren es 1.474 Studierende gewesen.
Der Wert des Stiftungsvermögens der Universität lag 2021 bei 773,2 Mio. US-Dollar und damit 35,8 % höher als im Jahr 2020, in dem es 569,3 Mio. US-Dollar betragen hatte. 2010 war es 358 Mio. US-Dollar wert gewesen.

## Bekannte Absolventen
Reed hat mehrere namhafte Absolventen, wie z. B. Barbara Ehrenreich, Mike Davis, Peter Norton, Keith Packard, James Russell, Larry Sanger und Gary Snyder. Auch Steve Jobs besuchte das Reed, brach sein Studium jedoch nach dem ersten Semester ab.
- Tamim Ansary, Schriftsteller
- James Beard, Koch
- Dorothy Brady, Mathematikerin, Ökonomin und Hochschullehrerin
- Richard Danzig, 1998 bis 2001 Marineminister
- Gordon Dahlquist, Schriftsteller
- William Dickey, Dichter und Autor
- Elana Dykewomon, Autorin
- David Eddings, Fantasy-Autor
- Pozzi Escot, Komponistin
- Nancy Farmer, Jugendbuchautorin
- Rose Friedman, Ehefrau des Nobelpreisträgers Milton Friedman
- Barret Eugene Hansen, Radiomoderator
- Thomas Athanasius Idinopulos (1935–2010), Theologe
- Dale Jorgenson, Wirtschaftswissenschaftler
- Norman Packard, Chaostheoretiker
- Emilio Pucci, Modedesigner
- David Reed, Multimedia-Künstler
- Howard Rheingold, Sozialwissenschaftler
- Eleanor Rosch, Kognitionspsychologin
- Jay Rosenberg, Philosoph
- Steven Shapin, Wissenschaftshistoriker
- Nicolaus Tideman, Wirtschaftswissenschaftler
- Howard Wolpe, Politiker